# Liste der Naturdenkmale in Weißenberg
Die Liste der Naturdenkmale in Weißenberg nennt die Naturdenkmale in Weißenberg im sächsischen Landkreis Bautzen.

## Definition
„Naturdenkmäler sind rechtsverbindlich festgesetzte Einzelschöpfungen der Natur oder entsprechende Flächen bis zu fünf Hektar, deren besonderer Schutz erforderlich ist
1. aus wissenschaftlichen, naturgeschichtlichen oder landeskundlichen Gründen oder
2. wegen ihrer Seltenheit, Eigenart oder Schönheit.“

## Liste
Link zu einem Kartenansichtstool, um Koordinaten zu setzen.
| Bild                          | Bezeichnung                                                        | Lage                                                     | Beschreibung | Datum | Nummer |
| ----------------------------- | ------------------------------------------------------------------ | -------------------------------------------------------- | ------------ | ----- | ------ |
| mehr Fotos \| Fotos hochladen | Lausker Lindenallee                                                | Lauske, Särka, Nostitz (51° 10′ 10,6″ N, 14° 38′ 3,8″ O) |              |       | B089   |
| BW                            | Rosskastanie Särka                                                 | Särka, Oberdorf (51° 10′ 34,2″ N, 14° 38′ 38,6″ O)       |              |       | B226   |
| BW                            | Slontschen                                                         | Lauske (51° 10′ 23″ N, 14° 37′ 40,5″ O)                  |              |       | BZ030  |
| BW                            | Südgipfel des Strohmberges mit Steinbruch                          | Weißenberg (51° 10′ 31,1″ N, 14° 39′ 15,5″ O)            |              |       | BZ031  |
| BW                            | Nordgipfel des Strohmberges mit Steinbruch                         | Weißenberg (51° 10′ 47,6″ N, 14° 39′ 11,1″ O)            |              |       | BZ032  |
| BW                            | Kirschberg bei Belgern (Belgerner Schanze oder Schanzberg Belgern) | Belgern (51° 11′ 58,6″ N, 14° 34′ 5,7″ O)                |              |       | BZ066  |
| BW                            | Skorschau                                                          | Drehsa (51° 10′ 55,9″ N, 14° 33′ 24,5″ O)                |              |       | BZ074  |